# Livonie suédoise
25 septembre 1629 – 30 août 1721
Entités précédentes :
- République des Deux Nations : duché de Livonie
- royaume de Danemark (île d'Ösel)

Entités suivantes :
- Russie : gouvernement de Riga

La Livonie suédoise (en suédois : Svenska Livland) est un territoire germano-balte qui a fait partie de l'Empire suédois du traité d'Altmark (25 septembre 1629) au traité de Nystad (30 août 1721).
Issue des transformations des territoires de l'ancien ordre de Livonie, la province de Livonie suédoise couvrait le nord de l'actuelle Lettonie et le sud de l'actuelle Estonie. Sa capitale était Dorpat, puis Riga.

## Histoire
En 1561, les territoires de l'ordre de Livonie situés au nord de la Dvina deviennent une possession du grand-duché de Lituanie (puis de la république des Deux Nations, Pologne et Lituanie, en 1569), avec le statut de duché de Livonie tandis que ceux du sud de la Dvina deviennent le duché de Courlande, vassal du roi de Pologne.

### La conquête de la Livonie par la Suède (1621-1660)
En 1621, commence une nouvelle phase de la guerre polono-suédoise commencée en 1600, guerre de succession entre les Vasa de Suède (Charles IX puis Gustave II Adolphe) et Sigismond III de Pologne, membre de la dynastie Vasa qui revendique la couronne suédoise depuis 1593. Gustave II Adolphe occupe plusieurs places de Livonie, notamment la ville et port de Riga. 
La domination suédoise s'étend au cours de la dernière phase de cette guerre (1626-1629). Le traité d'Altmark (25 septembre 1629) entérine la victoire de la Suède, qui, en ce qui concerne la Livonie, obtient la possession des territoires occupés (la Livonie au nord de la Dvina, sauf la région de Latgale). 
En 1645, l'île d'Ösel est cédée par le Danemark au traité de Brömsebro et est incorporée à la Livonie suédoise. 
Une nouvelle guerre polono-suédoise, qui est connue par les Polonais comme le « Déluge suédois », aboutit au traité d'Oliva en 1660, par lequel la Pologne cède formellement la plus grande partie du duché de Livonie à la Suède, qui annexe le sud de l'actuelle Estonie et le nord de l'actuelle Lettonie (région actuelle de Vidzeme et une grande partie de la voïvodie de Wenden). 
La conquête de la Livonie est une étape dans l'établissement du Dominium maris baltici suédois (empire  baltique suédois).
Ce qui demeure sous la souveraineté polonaise devient la voïvodie de Livonie.

### La conquête de la Livonie par la Russie (1701-1721)
En 1710, le tsar Pierre le Grand conquiert ces terres au cours de la grande guerre du Nord, dont les principaux protagonistes sont la Russie et la Suède, alors dirigée par Charles XII. Vainqueur en 1709 à Poltava, Pierre le Grand s'empare de la Livonie suédoise, mais aussi de l'Estonie suédoise et l'Ingrie. 
Ces territoires sont répartis en 1713 entre le gouvernement de Riga, qui sera renommé « Livonie » en 1796, et le gouvernement d'Estland. 
Le traité de Nystad de 1721 entérine la souveraineté de l'Empire russe sur ces territoires, alors que la Suède est reléguée au second rang des puissances européennes.  

## La Livonie sous domination suédoise
Le chef-lieu du territoire est Riga, seconde plus grande ville de l'empire suédois. 

### Administration
Le territoire est dirigé par un gouverneur-général (generalguvernör) représentant la couronne de Suède, mais la diète provinciale (Landtag) est maintenue. 
La langue administrative reste l'allemand, langue de la noblesse locale, issue de l'ordre de Livonie, qui était d'origine allemande, comme celui des chevaliers Teutoniques en Prusse.

### Les réformes deCharles XI
Une politique d'uniformisation est appliquée en Livonie suédoise sous Charles XI, qui règne de 1660 à 1697 : le servage est aboli, les paysans ont accès à l'éducation aussi bien qu'aux métiers militaires, aux carrières administratives ou ecclésiastiques, et les nobles doivent transférer leurs domaines au roi dans le cadre de la grande réduction[réf. nécessaire].

### Liste des gouverneurs généraux
- Jacob de La Gardie (1622-1628)
- Gustaf Horn (1628-1629)
- Johan Skytte (1629-1633)
- Nils Mannersköld (1633-1634)
- Bengt Oxenstierna (1634-1643)
- Herman Wrangel (1643)
- Erik Ryning (1644)
- Gabriel Oxenstierna (1645-1647)

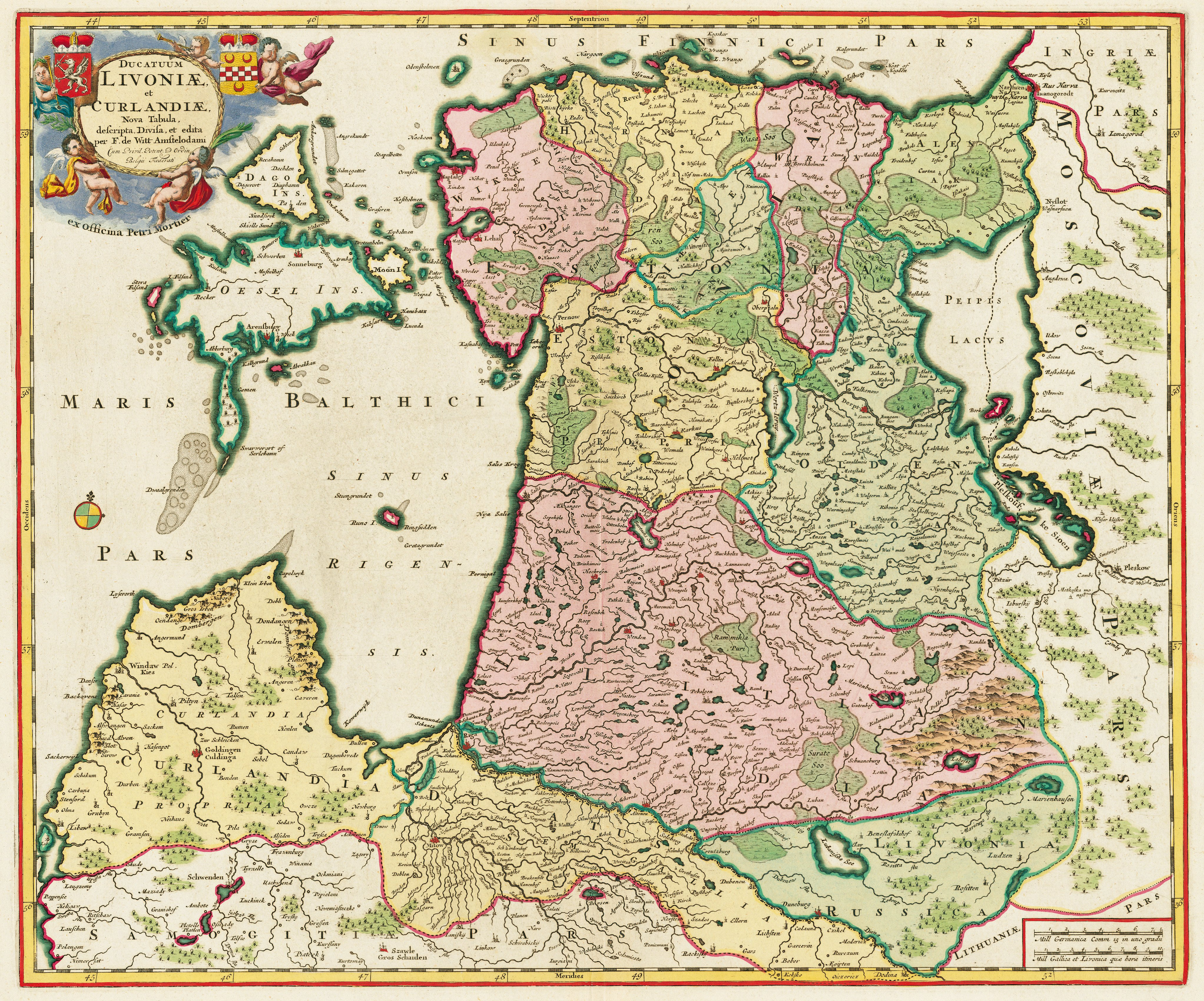
Carte de Livonie et de Courlande en 1705.

- Magnus Gabriel De la Gardie (1649-1651)
- Gustaf Horn (1652-1653)
- Magnus Gabriel De la Gardie (1655-1657)
- Axel Lillie (1661)
- Bengt Oxenstierna (1662-1665)
- Clas Tott (1665-1671)
- Fabian von Fersen (1671-1674)
- Krister Horn (1674-1686)
- Jacob Johan Hastfer (1687-1695)
- Erik Dahlberg (1696-1702)
- Carl Gustav Frölich (1702-1706)
- Adam Ludwig Lewenhaupt (1706-1709)
- Henryk Otto Albedyll (1709)
- Niels Jonsson Stromberg af Clastorp (1709-1710)